# Roberto Goyeneche
Roberto Goyeneche (Saavedra, Buenos Aires, 29 de enero de 1926 - Buenos Aires, 27 de agosto de 1994) fue un cantante, actor y compositor argentino de tango, muy reconocido por su calidad interpretativa y por su particular modo de frasear con rubato. Se le considera uno de los intérpretes más destacados en la historia del género.

## Biografía
Nació en el barrio porteño de Coghlan, Buenos Aires, en una casa en la intersección de Avenida Del Tejar (hoy Ricardo Balbín) y Superí. Más tarde se mudó a una casa en Melián 3167 donde pasó la mayor parte de su vida hasta su muerte.
Apodado "El Polaco" por su cabellera clara, fue un precoz habitué de los cafés y de los cabarés, que dieron lugar y refugio a artistas y devotos de la generación de 1940. Antes de iniciar su destacada trayectoria como cantor, trabajó como chofer de colectivos de la línea 19 (Micro Ómnibus Saavedra S. A., actual 19), taxista y mecánico. Fue, además, un apasionado y fiel hincha del Club Atlético Platense.

## Trayectoria musical
Su primer éxito fue en 1944 ―a los dieciocho años― en un concurso para voces nuevas. Ese mismo año, inició su carrera como cantor en la orquesta de Raúl Kaplún. Formado en la caudalosa corriente gardeliana, alcanzó un estilo personalísimo de dicitore, reconocido por su calidad interpretativa y por su particular registro vocal de barítono.
En 1952 fue convocado por Horacio Salgán para reemplazar al cantor Horacio Deval y compartir créditos con Ángel Díaz, quien fue el que lo bautizó como el «Polaco», por ser delgado y tener el pelo rubio, similar a los jóvenes inmigrantes de origen polaco. Con Horacio Salgán registró cuatro grabaciones para la empresa discográfica RCA Víctor: Alma de loca, Yo soy el mismo, Un momento y Siga el corso. En 1954, siguió grabando con Salgán y registró otras seis grabaciones, dos de ellas a dúo con Díaz.
En 1956, a los treinta años, se convirtió en el cantor de la orquesta de Aníbal Troilo, de quien fue admirador y entrañable amigo. Con él grabó 26 canciones. En 1963, alentado por el propio Troilo, se desvinculó de la orquesta para continuar como solista. Es entonces que Armando Cupo, Luis Stazo y Mario Monteleone integraron el Trío Los Modernos para acompañar a Goyeneche. Con ellos grabó varios temas, entre los cuales se destacan los tangos Frente al mar, No nos veremos más, Que falta que me haces y el vals Carrusel. Unos años después, ya solista, se volvió a asociar con Troilo en dos LP titulados Nuestro Buenos Aires (1968) y ¿Te acordás Polaco? (1971).

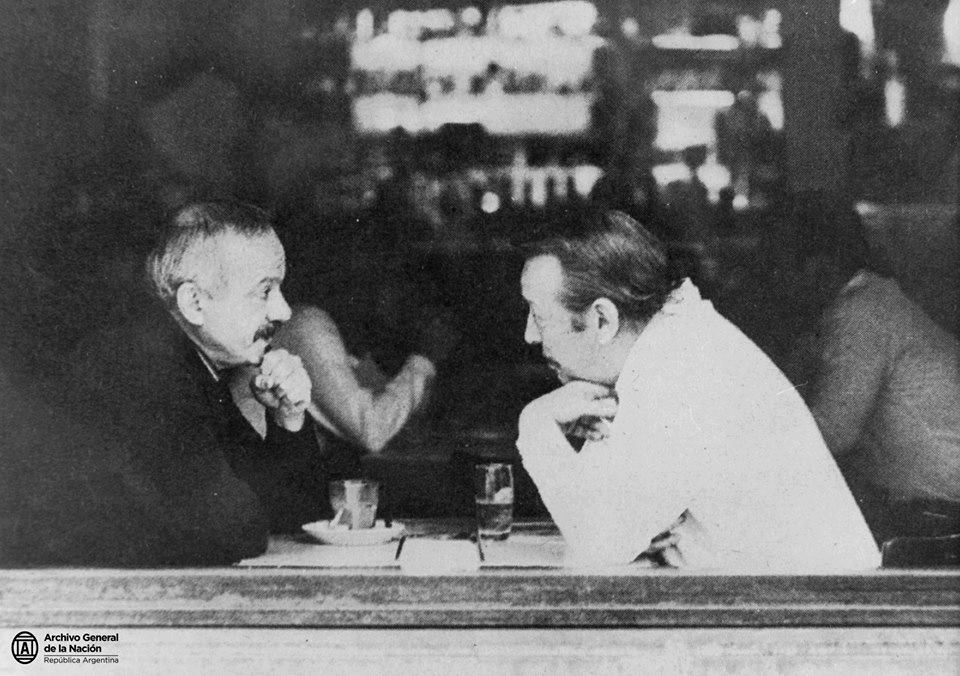
Goyeneche compartiendo una charla con el compositor argentino Astor Piazzolla en un bar porteño.

A mediados de la década de 1960, Goyeneche se encontraba ya plenamente consagrado como solista y trabajó conjuntamente con directores de la talla de Armando Pontier, Ernesto Baffa, Osvaldo Berlingieri y Raúl Garello. Al mismo tiempo, fue un habitúe de los más reputados reductos tangueros de Buenos Aires, principalmente del local Caño 14, siendo identificado como una figura importante de la bohemia porteña.
En 1969 grabó Balada para un loco y Chiquilín de Bachín, de Astor Piazzolla y Horacio Ferrer. La publicación de ambos temas en un sencillo fue todo un acto de audacia artística, dado el escándalo que el estreno del primer tema significara y el debate sobre lo que debía ser aceptado como tango. Esta mítica colaboración de Goyeneche con el quinteto de Astor Piazzolla volvió a repetirse durante una breve temporada (mayo de 1982, en plena guerra de las Malvinas) en el Teatro Regina de Buenos Aires.
En la década de 1970, continuó su actividad solista acompañado por las mismas orquestas con que habitualmente lo había hecho en los lustros anteriores. Sin embargo, los tres discos que grabó en colaboración con Atilio Stampone constituyeron hitos. Con los innovadores arreglos del director inmortalizó los tangos Afiches, Maquillaje y Chau, no va más (de Homero Expósito) y también realizó novedosas versiones de Naranjo en flor (Expósito), Grisel (Contursi), Canción desesperada(Discépolo) o Tabaco (Contursi), entre otros. Asimismo, realizaron una revisión del repertorio gardeliano que aportó una nueva impronta a clásicos como Por una cabeza o Cuando tú no estás.

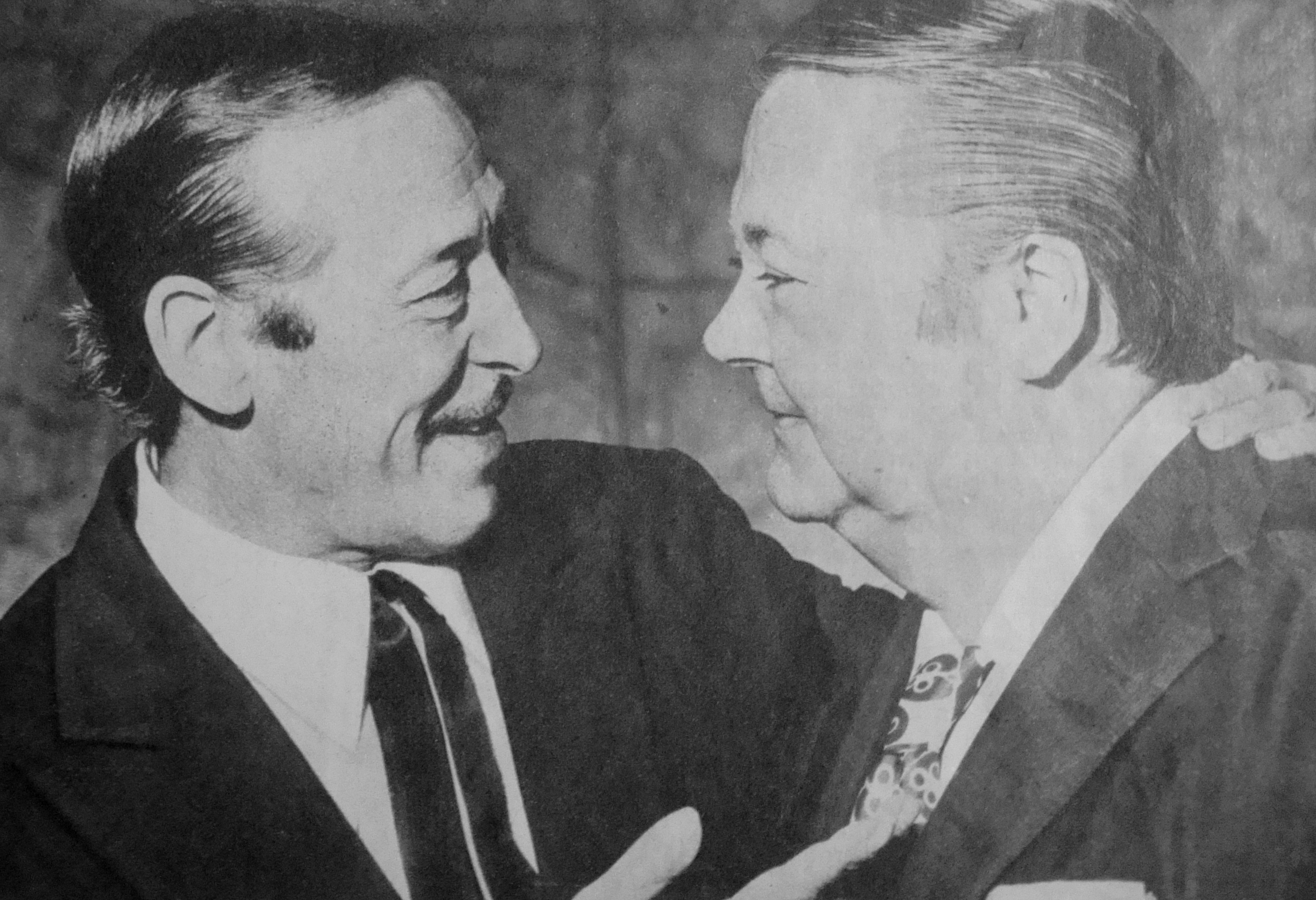
Goyeneche junto al bandoneonista y dúo de álbumes Aníbal Troilo en 1972.

Aunque en la década de 1980 comenzó a sufrir afecciones respiratorias y en sus cuerdas vocales que más tarde desembocarían en una neumonía, Goyeneche siguió presentándose en conciertos y grabando nuevos álbumes, principalmente acompañado de Raúl Garello, con quien anteriormente ya había hecho sociedad. Su figura experimentó una gran valoración por parte de las nuevas generaciones y también por músicos de la escena del rock nacional. Con un público renovado y reconocida su calidad interpretativa, Goyeneche participó de las bandas sonoras de las películas El exilio de Gardel y Sur. Para esta última, además, fue convocado por Fernando Pino Solanas para trabajar, por única vez en su carrera, como actor. Emprendió giras internacionales como solista y como parte de espectáculos de tango, visitando París, Nueva York y numerosas ciudades de España, entre otros sitios.

### Última etapa

Roberto Goyeneche acompañado por el Trío de Ernesto Baffa, con Rubén Castro en guitarra y Sergio Paolo en bajo eléctrico

En 1985, recibió el Premio Konex como uno de los mejores cantantes de tango de la historia en Argentina y hacia el final de la década grabó sus últimos discos con Raúl Garello y Néstor Marconi, quien se convirtió en su habitual acompañante en vivo. En 1989, fue justamente en compañía de Marconi que se presentó con gran éxito en Japón, en el que fue su último recital internacional.
En 1993, el sello Melopea registró Amigos, su último álbum. Lo acompañaron en la ocasión Néstor Marconi, Litto Nebbia, Esteban Morgado, Walter Ríos, el Sexteto de Carlos Buono y Adriana Varela, de quien fue padrino artístico. Finalmente, sus últimas grabaciones fueron un dúo con Mercedes Sosa en el tango "Los Mareados" y una colaboración con el violinista Antonio Agri y el guitarrista Esteban Morgado en el tango "Viejo ciego". 

## Fallecimiento
Al momento de su muerte, acaecida el día sábado 27 de agosto de 1994 en Buenos Aires, a los 68 años de edad,  causa de una neumonía, era considerado por la crítica uno de los mejores cantantes de tangos en actividad y un ídolo popular.

## Homenajes

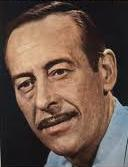
La tribuna local del Estadio Ciudad de Vicente López fue nombrada en su honor.

En su homenaje, una avenida del barrio de Saavedra lleva su nombre, al igual que la tribuna popular del Estadio Ciudad de Vicente López. Asimismo, el Gobierno de la Ciudad de Buenos Aires nombró al paso bajo nivel ubicado en la Av. Balbín como "Goyeneche-Gatica" y se colocó una estatua suya justo enfrente a la entrada al Parque Sarmiento. Por su parte, el cantautor Cacho Castaña compuso en su honor Garganta con arena.
Asimismo y con vigencia la hinchada del Club Atlético Platense canta: "Al polaco y a los pibes que ya no están".

## Versiones destacadas
Entre tantos tangos grabados por Goyeneche, las piezas que alcanzaron mayor éxito y repercusión fueron:
- Afiches
- Balada para un loco
- Cafetín de Buenos Aires
- Cómo se pianta la vida
- Desencuentro
- Alma de loca
- Tinta roja
- Garúa
- Gricel
- La última curda
- Chau, no va más
- Malena
- Maquillaje
- María
- Uno
- Naranjo en flor
- Pompas de jabón
- Chiquilín de Bachín
- Sur

## Discografía
1. Celedonio (1948), primera grabación, realizada en un estudio particular, acompañado por los guitarristas Casinelli y Di Rosa. Inédita.
2. 10 temas con Horacio Salgán (1952-1954). Graba 10 temas con la orquesta de Horacio Salgán para las empresas discográficas RCA (4) y TK (6).
3. Grabó 26 temas con la orquesta de Aníbal Troilo. Entre los álbumes en los que se incluyen se encuentra Garúa (1961/1962). RCA y TK.
4. La máxima expresión del tango (1963), lanzado en Uruguay por la discográfica Sondor.
5. Otra vez Armando (1966), con la orquesta de Armando Pontier, RCA.
6. Romántico (1966), lanzado en Uruguay por la empresa discográfica Antar, serie PLP 5057
7. Tres para el tango (1967), con Ernesto Baffa y Osvaldo Berlingieri, RCA.
8. Melodía de arrabal (1968), con Ernesto Baffa y Osvaldo Berlingieri, RCA CAMDEN.
9. Nuestro Buenos Aires (1968), con la orquesta de Aníbal Troilo y arreglos y co-dirección de Armando Pontier, RCA.
10. Las voces jóvenes (1968), con Baffa y Berlingieri, RCA CAMDEN. Goyeneche canta dos temas.
11. Roberto Goyeneche con Baffa-Berlingieri (1968), RCA CAMDEN.
12. Mensaje de tango (1968), con la Orquesta Típica Porteña de Raúl Garello, RCA.
13. Barrio de tango (1969), con la orquesta de Armando Pontier, RCA.
14. Balada para un loco/Chiquilín de Bachín (1969), con la Orquesta de Cuerdas de Astor Piazzolla, disco simple que se convirtió en un éxito histórico, RCA.
15. El Polaco y yo (1969), recopilación con Aníbal Troilo, RCA.
16. Mano a mano (1970), con la Orquesta Típica Porteña, con dirección y arreglos de Raúl Garello y Osvaldo Berlingieri, RCA.
17. ¿Te acordás, Polaco? (1971), con la orquesta de Aníbal Troilo, RCA.
18. Sentimiento tanguero (1972), con la orquesta típica de Atilio Stampone, RCA.
19. Goyeneche '73 (1973), con la orquesta típica de Atilio Stampone, RCA.
20. Gotán (1972), Recopilación con Aníbal Troilo, Horacio Salgán y Los Modernos.
21. Interpreta a Homero Manzi (1973), recopilación de temas de Manzi interpretados por Goyeneche, con las orquestas de Troilo, Pontier, Baffa-Berlingieri y Stampone, RCA
22. Personalidad y tango (1974), con la orquesta típica de Atilio Stampone, RCA.
23. Tango en Caño 14 (1975), recopilación que incluye 4 temas cantados por Goyeneche, RCA CAMDEN.
24. Che papusa, oí! (1976), con la Orquesta Típica Porteña de Raúl Garello, RCA.
25. Percal (1977), con la Orquesta Típica Porteña de Raúl Garello, RCA.
26. Nada más que un corazón (1978), con la Orquesta Típica Porteña de Raúl Garello, RCA.
27. Con alma (1979), con la orquesta de Armando Pontier, RCA.
28. Mi Buenos Aires querido (1980), con la orquesta de Osvaldo Berlingieri, RCA.
29. Farol (1981), con la Orquesta Típica Porteña de Raúl Garello, RCA.
30. Piazzolla Goyeneche en vivo (Mayo 1982) Teatro Regina, RCA
31. Reunión de maestros (1984), con el Sexteto Tango, RCA
32. El polaco por dentro (1985), con la Orquesta de Carlos Franzetti, RCA.
33. El exilio de Gardel (Tangos) (1985), banda musical de la película donde Goyeneche canta el tema Solo, RCA.
34. El poeta y el cantor (1986), registro de un encuentro entre Goyeneche y Enrique Cadícamo, en el que ambos van seleccionando temas del poeta, cantadas por el cantor, en diversas épocas. Incluye una versión original de Garúa, realizada por ambos, RCA.
35. Sur (1988), con Astor Piazzolla y Néstor Marconi, banda musical de la película donde Goyeneche canta varios temas, BMG Milán Sur.
36. Tangos del Sur (1989), con Néstor Marconi y su conjunto, Melopea Milán Sur.
37. Yo canto tangos (1989), álbum de Dyango en el que Goyeneche participa como cantor invitado, Odeón.
38. Cantor de mi barrio (1991), con la orquesta de Raúl Garello, M&M.
39. Argentina de América (1992), Goyeneche es invitado a cantar el tema Tango de los abuelos, de los padres y los hijos, Melopea.
40. Amigos (1993), con Litto Nebbia, Adriana Varela y otros. Melopea.
41. La conversación (1994), álbum del violinista Antonio Agri en el que Goyeneche canta Viejo ciego, acompañado también por Esteban Morgado, Melopea.
42. Convivencia (1994), banda de sonido de la película en la que Goyeneche canta Los mareados con Mercedes Sosa, Phillips.

### Póstuma
1. Historia de oro (1995), recopilación de versiones en vivo, algunas realizadas en el programa de televisión del "comediante" Jorge Porcel, Melopea.
2. Roberto Polaco Goyeneche Vivo y Chamuyando (1997), recopilación de versiones en vivo, algunas realizadas en Japón, Melopea.
3. Roberto Goyeneche. Canta y cuenta su historia... con Antonio Carrizo (1999, tres discos), Melopea.
4. Grabaciones completas para RCA (19 discos), publicados 2004/2005, RCA.

## Filmografía

### Cine
| Título                      | Año  |
| --------------------------- | ---- |
| El derecho a la felicidad   | 1968 |
| El canto cuenta su historia | 1976 |
| Sur                         | 1987 |

## Premios y reconocimientos
- Premio Konex - Diploma al Mérito - Cantante masculino de tango (1985)[6]
- Ciudadano Ilustre de la Ciudad de Mar del Plata (1989)
- Premio Estrella del Mar (1989 y 1990)
- Ciudadano Ilustre de la Ciudad de Buenos Aires (1991)